# Пратина
Пратина је хеленски књижевник с краја 6. и почетка 5. века п. н. е.
Највише података о овом песнику оставио је Суида. Пратина се надметао са Есхилом и Херилом 70. олимпијаде тј. између 499. и 496. п. н. е. Први је писао сатирске драме. Укупно је написао 50 драма, од чега су 32 сатирске. Победио је једанпут.
По имену су познате две Пратинине драме. Сатири рвачи, коју је 467. п. н. е. приказао његов син Аристија (победио га Есхил) и Каријатиде или Дисмене за коју се мисли да представља два хора која се препиру.
У вези са Пратином Суида наводи и једну анегдоту. Наиме, кад је приказивао неку своју драму догодило се да су се клупе на којима је публика седела срушиле, па су Атињани после тога саградили позориште.